# Municipio de Kingston (Dakota del Norte)
El municipio de Kingston (en inglés: Kingston Township) es un municipio ubicado en el condado de Sargent en el estado estadounidense de Dakota del Norte. En el año 2010 tenía una población de 85 habitantes y una densidad poblacional de 0,78 personas por km².

## Geografía
El municipio de Kingston se encuentra ubicado en las coordenadas 46°3′28″N 97°18′36″O / 46.05778, -97.31000. Según la Oficina del Censo de los Estados Unidos, el municipio tiene una superficie total de 109.6 km², de la cual 108,62 km² corresponden a tierra firme y (0,89 %) 0,97 km² es agua.

## Demografía
Según el censo de 2010, había 85 personas residiendo en el municipio de Kingston. La densidad de población era de 0,78 hab./km². De los 85 habitantes, el municipio de Kingston estaba compuesto por el 90,59 % blancos, el 1,18 % eran afroamericanos, el 2,35 % eran isleños del Pacífico y el 5,88 % eran de una mezcla de razas. Del total de la población el 10,59 % eran hispanos o latinos de cualquier raza.